# Каприо (Маса-Карара)
Каприо је насеље у Италији у округу Маса-Карара, региону Тоскана.
Према процени из 2011. у насељу је живело 131 становника. Насеље се налази на надморској висини од 302 м.